# Bomi County
Bomi County ist eine Verwaltungsregion (County) in Liberia, sie hat eine Größe von  1 942 km² und besaß bei der letzten Volkszählung (2008)  84.119 Einwohner.

## Geographie
Bomi liegt im Westen des Landes an der Atlantikküste. Die Hauptstadt ist Tubmanburg im Distrikt Senjeh.
Die Verwaltungsregion ist in vier Distrikte gegliedert.
| Distrikt    | Ew. (2008) männlich | Ew. (2008) weiblich | Ew. (2008) Gesamt |
| ----------- | ------------------- | ------------------- | ----------------- |
| Dowein      | 6.589               | 6.599               | 13.188            |
| Klay        | 11.884              | 11.513              | 23.397            |
| Senjeh      | 15.442              | 14.585              | 30.027            |
| Suehn Mecca | 9.025               | 84.822              | 17.507            |
| Bomi        | 42.940              | 41.179              | 84.119            |

## Politik
Bei den ersten demokratischen Senatswahlen nach dem Bürgerkrieg wurden Lahai Gbabye Lansanah von der  NDPL und  Richard Blamah Devin von der COTOL gewählt.

### Flagge
Die Flagge von Bomi zeigt auf dunkelviolettem Grund ein Rondell, in dem fünf grüne Bäume auf braunem Boden vor hellblauem Himmel zu sehen sind.